# Ямпольский, Лев Григорьевич
Лев (Лейб) Григорьевич Ямпольский (1889, Белая Церковь — 1972, Москва) — российский еврейский композитор.
Автор музыки ко многим спектаклям советского театра на идише и еврейским песням.

## Биография
Родился в 1889 году.
В 1911—1917 годах служил в армии. После демобилизации в 1918 году — работал композитором и музыкальным руководителем экспериментального литературно-художественного театра «Модерн».
Учился в Санкт-Петербурге и в Харькове (в 1919—1922 годах, в Музыкальном институте по классу композиции у С. Богатырева). Ученик А. Лядова.
Музыкальный руководитель Еврейской театральной студии «Свободное искусство» в Харькове.
С 1923 года жил в Москве.
В 1929 году Ямпольский совершил поездку по Европе, выступал с авторскими концертами в еврейских общинах в Риге, Берлине и других городах. В Берлине он познакомился с А. Шёнбергом, давшим высокую оценку его сочинениям.
Был дружен с художником Александром Быховским, скульптором Абрамом Бразером, поэтами Самуилом Галкиным, Ароном Вергелисом 
Умер в 1972 году

## Творчество

### Спектакли

#### Габима
- Ирод и Мирьям
- Потоп

#### Другие театры
По Шолом-Алейхему
- Агенты
- Рекруты
- Развод
- Стемпеню
- Блуждающие звезды

По Г. Лейвику
- Ха-голем

По А. Кушнирову
- Гирш Леккерт

По Б. Оршанскому
- «Кровь»

### Сборники песен
- Зов
- Еврейские детские песни
- Перекоп (1935)[3]